# Lesosibirsk
Lesosibirsk (rusky Лесосибирск) je město v Krasnojarském kraji v Ruské federaci. Při sčítání lidu v roce 2010 měl přes šedesát tisíc obyvatel.

## Poloha a doprava
Lesosibirsk leží na levém, západním břehu Jeniseje přibližně čtyřicet kilometrů po proudu od ústí Angary u města Strelka. Od Krasnojarsku, správního střediska kraje, je vzdálen přibližně 300 kilometrů na sever.
Z Ačinsku ležícího na Transsibiřské magistrále vede do Lesosibirsku trať místního významu, která zde končí.

## Dějiny
Jako město vznikl Lesosibirsk až 21. února 1975 sloučením sídel Maklakovo (Маклаково) a Novomaklakovo. Dějiny Maklakova přitom sahají až do roku 1640, kdy zde byla osada Maklakov Lug (Маклаков Луг).

## Hospodářství
Lesosibirsku je tradičně významným střediskem dřevozpracujícího průmyslu, kromě pil jsou zde i provozy pro chemické využití dřeva, tedy na výrobu celulózy, kalafuny a terpentýnu.